# I delitti del BarLume
I delitti del BarLume è una serie televisiva italiana prodotta dalla Palomar e trasmessa dal 2013 in prima visione pay da Sky Cinema. Dal 2015 viene replicata in chiaro da TV8.
Tratta dai romanzi di Marco Malvaldi, racconta le vicende di Massimo Viviani, barista dell'immaginaria cittadina toscana di Pineta, in ogni episodio alle prese con un caso da risolvere accaduto nella località in cui vive. Grazie al suo istinto investigativo, che trova ispirazione dalle conversazioni dei quattro anziani frequentatori del suo bar, riesce sempre a fiutare la pista giusta.
Ogni episodio è presentato come un film TV autoconclusivo, legato però agli altri da una trama orizzontale.

## Trama
Massimo è un ombroso barista, divorziato da poco, che si trova a indagare su alcuni delitti che avvengono nella sua cittadina toscana, Pineta. Il suo istinto d'investigatore trova sempre spunti in alcune conversazioni, che è costretto a sedare nel suo bar, ad opera di quattro arzilli vecchietti. Mentre indaga, Massimo si divide fra un amore non corrisposto per il commissario di polizia Vittoria Fusco, le vicende della sua barista Tiziana e la comparsa del suo fratellastro, Beppe. A contorno di ciò, le presenze di Paolo Pasquali (truffaldino assicuratore e poi Sindaco di Pineta) e Gianluigi Maria Tassone, la cui carriera nel settore pubblico è influenzata dai suoi (presunti) successi nella stessa Pineta.

## Episodi
| Stagione | Episodio | Titolo                   | Prima TV         | Romanzo o racconto                                             |
| -------- | -------- | ------------------------ | ---------------- | -------------------------------------------------------------- |
| 1        | 1        | Il re dei giochi         | 11 novembre 2013 | Il re dei giochi                                               |
| 1        | 2        | La carta più alta        | 17 novembre 2013 | La carta più alta                                              |
| 2        | 3        | La tombola dei troiai    | 11 maggio 2015   | La tombola dei troiai, dall'antologia Regalo di Natale         |
| 2        | 4        | La briscola in cinque    | 18 maggio 2015   | La briscola in cinque                                          |
| 3        | 5        | Il telefono senza fili   | 11 gennaio 2016  | Il telefono senza fili                                         |
| 3        | 6        | Azione e reazione        | 18 gennaio 2016  | Azione e reazione, dall'antologia Ferragosto in giallo         |
| 4        | 7        | Aria di mare             | 9 gennaio 2017   | Aria di montagna, dall'antologia Vacanze in giallo             |
| 4        | 8        | La loggia del Cinghiale  | 16 gennaio 2017  | Il Capodanno del Cinghiale, dall'antologia Capodanno in giallo |
| 5        | 9        | Un due tre stella!       | 8 gennaio 2018   | Storia originale                                               |
| 5        | 10       | La battaglia navale      | 15 gennaio 2018  | La battaglia navale                                            |
| 6        | 11       | Il battesimo di Ampelio  | 25 dicembre 2018 | Storia originale                                               |
| 6        | 12       | Hasta Pronto Viviani     | 1º gennaio 2019  | Storia originale                                               |
| 7        | 13       | Donne con le palle       | 11 gennaio 2020  | Donne con le palle, dall'antologia Il calcio in giallo         |
| 7        | 14       | Ritorno a Pineta         | 18 gennaio 2020  | Storia originale                                               |
| 8        | 15       | Mare forza quattro       | 11 gennaio 2021  | Storia originale                                               |
| 8        | 16       | Tana libera tutti        | 18 gennaio 2021  | Storia originale                                               |
| 9        | 17       | Compro Oro               | 17 gennaio 2022  | Storia originale                                               |
| 9        | 18       | A bocce ferme            | 24 gennaio 2022  | A bocce ferme                                                  |
| 10       | 19       | Indovina chi?            | 9 gennaio 2023   | Storia originale                                               |
| 10       | 20       | Resort Paradiso          | 16 gennaio 2023  | Storia originale                                               |
| 10       | 21       | E allora Zumba!          | 23 gennaio 2023  | Storia originale                                               |
| 11       | 22       | Il pozzo dei desideri    | 12 gennaio 2024  | Storia originale                                               |
| 11       | 23       | La girata                | 19 gennaio 2024  | Storia originale                                               |
| 11       | 24       | Sopra la panca           | 26 gennaio 2024  | Storia originale                                               |
| 12       | 25       | Non è un paese per bimbi | 13 gennaio 2025  | Storia originale                                               |
| 12       | 26       | Gatte da pelare          | 20 gennaio 2025  | Storia originale                                               |
| 12       | 27       | Sasso carta forbici      | 27 gennaio 2025  | Storia originale                                               |

### Il re dei giochi
- Trama: Coinvolti in un incidente stradale, una giornalista e il figlio adolescente muoiono alcuni giorni dopo. La donna, vedova di un ricco costruttore, era da tempo l'amante dell'attuale candidato alla presidenza della regione e quattro vecchietti, soliti giocare a carte al BarLume e sparlare di tutto e di tutti, sentono puzza di bruciato. Massimo, proprietario del BarLume, sta chiudendo i conti con la sua ex moglie e nel infrattempo è angustiato dal prossimo matrimonio tra Tiziana (la sua banconista, di cui subisce con grande fatica il fascino) e lo sfaccendato Marchino, un giovane appassionato di motociclette.

### La carta più alta
- Trama: In mancanza di materiale più recente, i quattro vecchietti si mettono a spettegolare su due morti sospette che, nel 1992, funestarono la famiglia di un facoltoso e chiacchierato imprenditore. La Fusco, che all'epoca aveva indagato senza costrutto, li prende sul serio, con l'aiuto di Massimo che però è in ospedale.
- Guest star: Paolo Pierobon (Chirurgo ortopedico)

### La tombola dei troiai
- Trama: Mentre tutta Pineta partecipa al funerale di Ampelio, viene assassinato il farmacista, uno strozzino che prestava soldi a molti cittadini. Le indagini convergono anche sull'ex suocero di Massimo, Emo Bandinelli, nonché su Aldo, in grossa difficoltà finanziaria nella gestione del ristorante.

### La briscola in cinque
- Trama: Massimo si imbatte nel cadavere di una ragazza morta per overdose. Prima i sospetti cadono sul fidanzato, datosi alla fuga e ritrovato da Massimo seguendo il barbone locale; poi, un giovane ragazzo graffitaro viene coinvolto in quanto presente nella discoteca all'orario dell'omicidio. Attraverso le informazioni raccolte tramite il gestore della discoteca e dopo quattro chiacchiere con la madre della ragazza, Massimo capisce l'identità del colpevole, che nel mentre ha sviato i sospetti.

### Il telefono senza fili
- Trama: La morte di un sedicente mago e la scomparsa della proprietaria di un agriturismo sono sorprendentemente intrecciate. Tiziana, pronta a partire per Dresda e raggiungere il fidanzato, desiste e  si trasferisce da Massimo dopo aver fatto l'amore con lui due volte. Intanto, i 4 vecchini trovano nel bosco una valigia contenente duecento mila euro, con Gino restío a consegnare la somma alla polizia.
- Guest star: Paolo De Vita (signor Benedetti), Denis Fasolo (figlio del signor Benedetti).

### Azione e reazione
- Trama: Un turista russo muore avvelenato dopo aver bevuto al BarLume. Massimo teme di essere lui il vero obiettivo dell'ignoto omicida, ma non sarà facile convincere la Fusco. Come se ciò non fosse già abbastanza per il protagonista, i vecchietti organizzano, a tradimento, un pranzo di fidanzamento tra lui e Tiziana. Vittoria nasconde un segreto del passato.

### Aria di mare
- Trama: Dopo la burrascosa rottura con Tiziana, Massimo ha assunto Marchino come barista, ma si ritrova pieno di debiti ed è seguito da un'improbabile psichiatra che lo riempie di farmaci. L'omicidio della collega di lavoro di Tiziana rimetterà tutto in discussione. Nel frattempo i "bimbi" cantano nel coro di un virtuoso pianista cieco.
- Guest Star: Pietro De Silva (pianista De Matteis) Mara Maionchi (parrucchiera)

### La loggia del cinghiale
- Trama: La loggia è un'associazione goliardica che ha organizzato un addio al celibato, durante il quale è stato ucciso il direttore della banca. A essere sospettato è proprio Massimo, che con la vittima si era scontrato più volte, ma che, a causa dell'alcool e degli psicofarmaci, non ricorda nulla dell'evento. Tizi entra nel BarLume come socia di maggioranza.
- Guest star: Pietro Ragusa (Andrea Paletti, il futuro sposo), Glaucia Paola Virdone (Susanita Garcia, la futura sposa), Dario Ballantini (Fioretto, socio della loggia), Pamela Camassa (moglie di Fioretto)

### Un due tre stella!
- Trama: Tassone è promosso questore di Pisa e si scopre che Tizi è incinta. Muore un uomo e Viviani scompare. I bimbi temono che si sia suicidato. L'arrivo di Beppe Battaglia, figlio dell'uomo morto, aiuterà a sbrogliare la matassa.

### Battaglia navale
- Trama: Beppe ed Emo trovano il cadavere di una donna nel mare. È inoltre sparita un'altra donna e si pensa siano la stessa persona. I bimbi fanno lo sciopero della sete per far sì che il Comune mantenga pubblica una bellissima baia, venduta a un privato. Beppe organizza un concerto con un cantautore decaduto, che degenera in una disastrosa rissa.

### Il battesimo di Ampelio
- Trama: Il battesimo di Ampelio (figlio di Tizi) non si può celebrare a causa dell'omicidio del prete. Visto il coinvolgimento di una figura religiosa, il vescovo e Tassone impongono alla Fusco una certa leggerezza nelle indagini. Battaglia comincia a flirtare con Tizi.

### Hasta Pronto Viviani
- Trama: I vecchietti ricevono una richiesta di aiuto e soldi da Viviani (rapito in Argentina) che manda la sua fidanzata in Italia a prelevare il denaro. Ma i quattro vogliono vederci chiaro e volano in Sud America a cercare il barista. A Pineta l'omicidio di un ladro e la scomparsa del suo complice tengono occupata la Fusco.

### Donne con le palle
- Trama: Le finali dei campionati nazionali di beach volley quest'anno si disputano a Pineta e Beppe si invaghisce di una giocatrice. Un campeggiatore viene trovato morto e numerose sono le piste seguite: la rapina, lo spaccio, le scommesse. Infatti i bimbi, scommettendo su una partita, scoprono un eccessivo giro di soldi.
- Guest star: Eleonora Mansueti (se stessa), Michela Mansueti (se stessa), Clizia Fornasier (giocatrice di beach volley), Alice Torriani (giocatrice di beach volley), Francesco Turbanti (spacciatore), Jonathan Canini (barista).

### Ritorno a Pineta
- Trama: Tassone è stato promosso Capo della Polizia, mentre Pasquali, inaspettatamente, prende ad interim il suo posto. Massimo è tornato a Pineta per il funerale di un amico: sembra essere un suicidio, ma il Viviani non crede a questa tesi.

### Mare forza quattro
- Trama: Di fronte al BarLume viene rinvenuto un cadavere dopo una mareggiata che ha danneggiato il bar. La Fusco e Viviani indagano sul morto, un pescatore locale. La pandemia ancora non è scoppiata, ma i bimbi (tranne Emo) sono già tappati in casa.

### Tana libera tutti
- Trama: Con lo scoppio della pandemia, sono tutti bloccati in casa. Paolo Pasquali segue delle lezioni con una fantomatica "insegnante di Spagnolo" che sembra essere scomparsa. Grazie all'aiuto di tutti, vengono svolte le indagini per risalire a cosa sia successo.

### Compro Oro
- Trama: Massimo scopre il cadavere di un negoziante. Nel frattempo, sia Emo sia due americani dal fare losco, minano la serenità della cittadina. Da lì, è un attimo pensare che tutte le questioni siano collegate.
- Guest Star: Frank Crudele (uno degli americani).

### A bocce ferme
- Trama: Alberto Corradi, un ricco imprenditore di Pineta, rivela nel proprio testamento di aver ucciso il patrigno Camillo Luraschi. Tutta Pineta indaga per capire se la storia può esser vera o un semplice scherzo del Corradi, ex componente della loggia del cinghiale. Il rapporto tra Tiziana e Beppe Battaglia ha alti e bassi. Tassone viene nominato Ministro dell'Interno.

### Indovina chi?
- Trama: Nel condominio di Tiziana, viene ucciso l'amministratore, Peruzzi. La Polizia è costretta a interrogare tutti i condomini, nessuno dei quali aveva buoni rapporti con la vittima. Massimo si trova intrigato nelle indagini dopo aver conosciuto Bettina, bizzarra abitante del condominio, mentre Beppe, diventato padre apprensivo della piccola Marina, si trasferisce con la Tizi a casa di Pasquali.

### Resort Paradiso
- Trama: I bimbi sono in trasferta presso il Resort Paradiso, di cui Marchino è diventato manager, e scoprono di trovarsi nel luogo di un delitto avvenuto l'anno prima. A risolvere il caso c'è la Fusco, tormentata anche da Anna Rusic, abile ladra tornata a Pineta dopo anni. Filo comune, di queste storie, sono i nuovi proprietari del resort. Nel frattempo Tiziana e Beppe rimangono a casa di Pasquali, che si candida sindaco.

### E allora Zumba!
- Trama: Beppe trova senza vita la pediatra della piccola Marina. Le indagini vengono seguite dall'agente Govoni, poiché la Fusco è concentrata nella ricerca della fuggitiva Anna Rusic. I Bimbi sono impegnati nella battaglia al nuovo sindaco (Pasquali) e a convincere Marchino a tornare al lavoro al Barlume. Tassone cerca in tutti i modi di dimettersi dal Ministero dell'interno.
- Guest Star: Barbara Enrichi (sorella della pediatra), Fabio Melchionna (Sovrintendente Santini), Francesco Grifoni (Repetto)

### Il Pozzo dei Desideri
- Trama:  Viene a mancare il proprietario della villa dove risiedono Beppe, la Tizi e Massimo, i quali vengono sfrattati. Le circostanze sospette della morte, faranno sospettare i Bimbi e il commissario Fusco che possa trattarsi di un omicidio. Il sindaco Pasquali sarà alle prese con una situazione economica del comune in difficoltà.
- Guest Star: Laura Locatelli (Avv. Pratesi), Andrea Gambuzza (Vieri Pratesi)

### La Girata
- Trama:  Un cacciatore muore durante una battuta di caccia al cinghiale a cui partecipano anche Massimo e Emo. Sebbene sembri un tragico incidente, le indagini convinceranno la Fusco ad andare a fondo della questione. Nel frattempo, Pasquali cerca di risanare i problemi economici del comune riempiendo di multe i cittadini.
- Guest Star: Nicola Fanucchi (Gianfranco Lenzi), Mirko Batoni (Oscar Lenzi)

### Sopra la Panca
- Trama:  Viene smarrito Cosimo, padre di Tiziana, ma durante le ricerche viene rinvenuto il cadavere di un impresario edile titolare di un grande appalto a Pineta. Beppe, sospettoso che i due eventi siano collegati, si farà aiutare dai bimbi per convincere la Fusco ad indagare. Pasquali avrà la fortunata occasione di organizzare il concerto di Orietta Berti.
- Guest Star: Orietta Berti (se stessa)[3], Sandro Veronesi (pescatore)

### Non è un paese per bimbi
- Trama:  Gino è sparito e casa sua è stata messa a soqquadro. Indagando la Fusco scopre un giro di diamanti di contrabbando. Viviani sta tentando di vendere le sue capre e di tornare a Pineta, mentre si scopre che Cosimo ha finto il suo stato di demenza.
- Guest Star: Cristiano Militello (acquirente), Stefano Saccotelli (pastore valdostano)

### Gatte da pelare
- Trama:  In Montenegro, la Fusco è sempre più vicina alla cattura di Anna Rusic, nonostante la presenza di Tassone. A Pineta, Cioni e Govoni si trovano a dover condurre da soli le indagini su un suicidio sospetto. Intanto Viviani cerca ancora di vendere le capre, Marchino sta avviando la sua carriera da trapper, Beppe comincia a nutrire dubbi circa la demenza di Cosimo ed il sindaco Pasquali cerca di compiacere una sua vecchia fiamma.

### Sasso carta forbici
- Trama: Marchino ha finalmente girato il suo primo video musicale, ma la sua agente viene trovata uccisa. Il Viviani, liberatosi delle capre, torna finalmente a Pineta mentre Beppe scopre la verità sulla finta demenza di Cosimo. Pasquali viene ripreso mentre intrattiene una relazione sessuale con Susanita (che aveva precedentemente favorito su delle pratiche demaniali).
- Guest Star: Concita De Gregorio (erede Caremi), Martín Castrogiovanni (chiropratico)

## Personaggi e interpreti

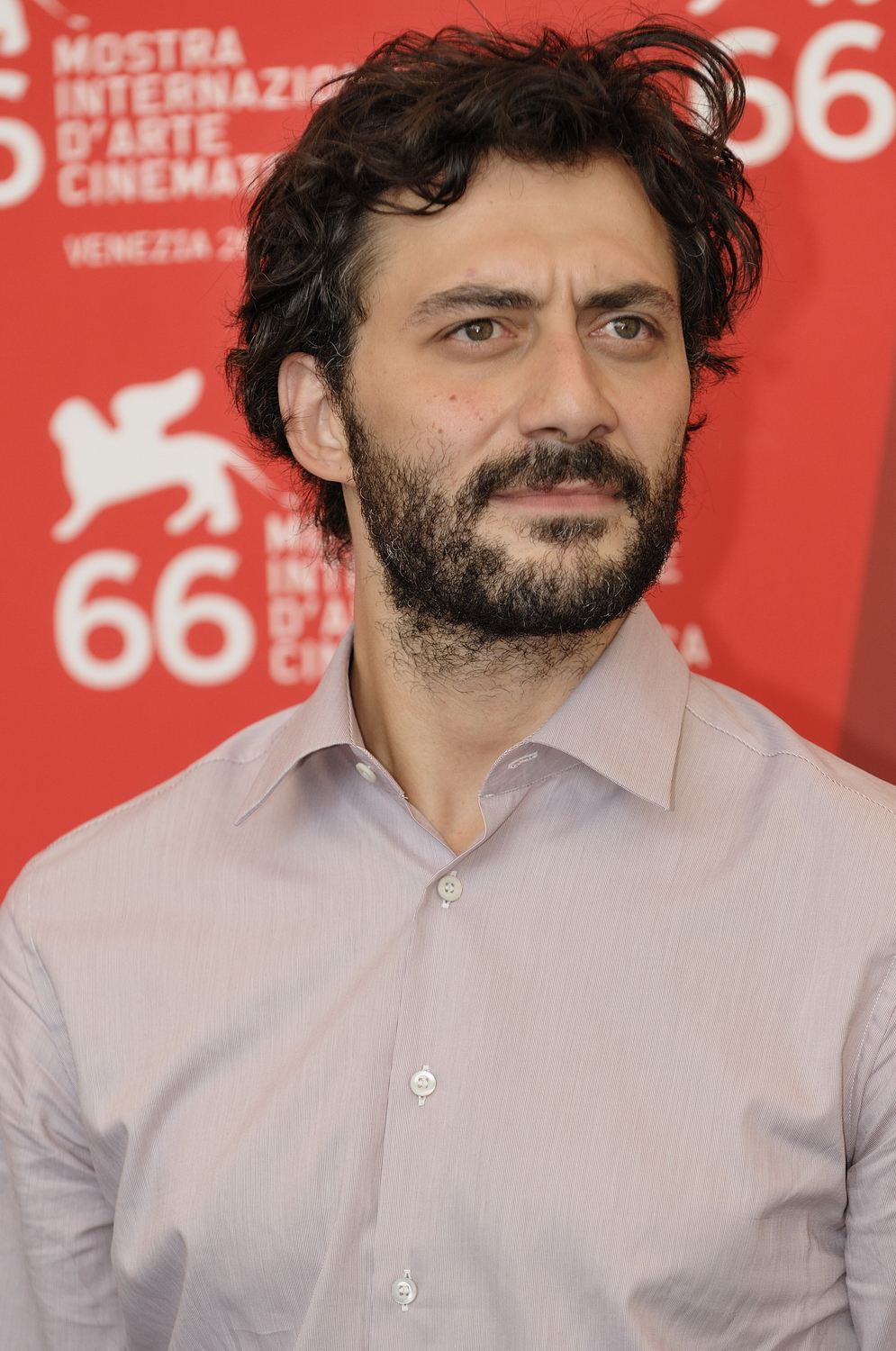
Filippo Timi, interprete di Massimo Viviani.

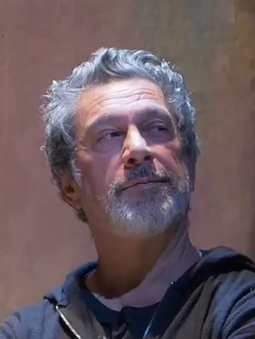
Michele Di Mauro, interprete di Gianluigi Maria Tassone.

### Personaggi principali
- Massimo Viviani (stagioni 1-in corso), interpretato da Filippo Timi.
Protagonista della serie, barista-investigatore del BarLume di Pineta, spesso insoddisfatto e confuso nelle questioni sentimentali.
- Tiziana Guazzelli detta "Tizi" (stagioni 1-in corso), interpretata da Enrica Guidi.
Banconiera di bell'aspetto e poi socia del BarLume.
- Vittoria Fusco (stagioni 1-in corso), interpretata da Lucia Mascino.
 Serio commissario di polizia di Pineta, dedita al lavoro e un po' cinica e sarcastica.
- Ampelio Viviani (stagione 1), interpretato da Carlo Monni.
Uno dei quattro pensionati-detective clienti fissi del bar e zio di Massimo. Viene fatto morire nella seconda stagione a causa della scomparsa dell'attore.
- Aldo Griffa (stagioni 1-in corso), interpretato da Massimo Paganelli.
Uno dei quattro pensionati-detective clienti fissi del bar, di poche parole e proprietario di un ristorante.
- Gino Rimediotti (stagioni 1-12), interpretato da Marcello Marziali.
Uno dei quattro pensionati-detective clienti fissi del bar, tirchio, spesso irascibile ed ex postino. A causa della scomparsa dell'attore, il personaggio esce di scena dopo l'undicesima stagione. Facendo però una piccola apparizione nella prima puntata della dodicesima stagione.
- Pilade Del Tacca (stagioni 1-in corso), interpretato da Atos Davini.
Uno dei quattro pensionati-detective clienti fissi del bar, di buona forchetta, timoroso ed ex impiegato del catasto comunale.
- Marco Pardini detto "Marchino" (stagioni 1-in corso), interpretato da Paolo Cioni.
Ex marito della "Tizi" (per pochi mesi) e ferrato barista al BarLume.
- Emo Bandinelli (stagioni 2-in corso), interpretato da Alessandro Benvenuti.
Uno dei quattro pensionati-detective clienti fissi del bar, ex pescivendolo e suocero di Massimo. Idealmente sostituisce Ampelio Viviani dopo la morte dell'attore Carlo Monni, diventando il leader del gruppo.
- Gianluigi Maria Tassone (stagioni 4-in corso), interpretato da Michele Di Mauro.
Commissario straordinario di Pineta, poi questore di Pisa, in seguito Capo della Polizia e poi Ministro dell'Interno, siciliano, amante più del cibo che del proprio lavoro.[4]
- Giuseppe Battaglia detto "Beppe" (stagioni 5-in corso), interpretato da Stefano Fresi.
Fratellastro di Massimo cui vengono cedute le quote del bar di proprietà del protagonista, romano, chitarrista amatoriale e svogliato sul lavoro.
- Paolo Pasquali (stagioni 5-in corso), interpretato da Corrado Guzzanti.
Logorroico e truffaldino assicuratore di origini venete, poi sindaco di Pineta.[5]

### Personaggi secondari e ricorrenti
- Wilma Del Tacca (stagione 1), interpretata da Manuelita Baylon.
 Moglie di Pilade.[6]
- Laura Bandinelli (stagioni 1-3, 9), interpretata da Olga Rossi.
Ex moglie di Massimo e figlia di Emo.[7]
- Irene (stagioni 1-3), interpretata da Irene Vecchio.
Cliente del bar.[6]
- Mago Atlante (stagioni 1-3), interpretato da Maurizio Lombardi.
Ambiguo cartomante attivo nella provincia.[6]
- Mario Aloisi (stagioni 1, 4-5, 9-10, 12), interpretato da Sergio Pierattini.
Notaio e poi sindaco di Pineta.[7]
- Mariano Marini (stagioni 1, 5, 7), interpretato da Bobo Rondelli.
Ex cantante pop, con problemi di alcolismo, residente nel paese.
- Daniele Cioni (stagioni 1-in corso), interpretato da Daniele Marmi.
Agente, non troppo sveglio, del locale commissariato di Polizia.[6]
- Ochei (stagione 2), interpretato da Andrea Kaemmerle.
Clochard di Pineta.
- Walter Carli (stagioni 2-3), interpretato da Claudio Bigagli.
Medico legale di Pineta.[8]
- Marmugi (stagioni 2-5, 11-in corso), interpretato da Claudio Marmugi.
Giornalista e Inviato della Tv locale Tele-Rinascimento.[6]
- Piergiorgio Cecchi, detto "Pigi" (stagioni 2, 7, 12), interpretato da Alessandro Giallocosta.
PR della discoteca del paese, proverà a cimentarsi anche come produttore musicale.
- Andrea Govoni (stagioni 2-in corso), interpretato da Guglielmo Favilla.
Agente poco abile del locale commissariato di polizia; innamorato (ma non ricambiato) del commissario Fusco.[6]
- Thomas (stagione 3), interpretato da Alessandro Federico.
Complice di un assassinio e poi attentatore alla vita di Massimo.[6]
- Signora Grilli (stagioni 3-7, 10), interpretata da Patrizia Salutij.
Pettegola proprietaria della lavanderia di Pineta.[6]
- Vladimiro Checcacci (stagioni 3-in corso), interpretato da Alessandro Gelli.
 Proprietario della ferramenta di Pineta.
- Fosca Rimediotti detta "Foschina" (stagioni 3-6, 11-in corso), interpretata da Valeria Vitti.
Sorella di Gino Rimediotti.[6]
- Piera (stagione 4), interpretata da Piera Degli Esposti.
Psichiatra da cui va in cura Massimo. Si scoprirà essere in realtà una paziente dell'ospedale che si finge medico.[9]
- Parrucchiera di Pineta (stagioni 4-5), interpretata da Mara Maionchi.[10]
- Giornalista (stagioni 4-7), interpretato da Antonio Miliani[6]
- Andrea Paletti (stagioni 4, 8), interpretato da Pietro Ragusa.
 Cittadino di Pineta e membro della "loggia del cinghiale".[11]
- Susanita Garcia (stagioni 4, 8, 12), interpretata da Glaucia Paola Virdone (stag. 4 e 12) e da Angelica Lucía López Monsalve (stag. 8).
Moglie del Paletti e, dopo il divorzio, insegnante di spagnolo di Paolo Pasquali.[11][12]
- Gianni Aloisi (stagioni 5, 10), interpretato da Lorenzo Frediani.
 Nipote del sindaco Aloisi.
- Ampelino (stagioni 6-in corso), interpretato da Ludovico Fiorentini.
Figlio di Tiziana e Massimo Viviani.
- Anna Rusic (stagioni 6, 10-in corso), interpretata da Melissa Anna Bartolini.
 Ladra e spia più volte transitata da Pineta, nel corso del tempo ha sedotto e abbandonato sia l'agente Govoni che il commissario Fusco.
- Elisabetta Bertolini detta "Bettina" (stagioni 8, 10-in corso), interpretata da Jerryann Desaya Johara Liguori.
 Amica di Beppe distratta e svampita, oltre che consumatrice seriale di marijuana, diventa poi la compagna di Massimo.
- Marina (stagioni 10-in corso), interpretata da Sofia Scotti (stagione 10) e Clara Barbetti (stagione 11)
Figlia di Beppe e Tiziana.[13]
- Franca Brogialdi (stagione 10-in corso), interpretata da Alessia Spinelli.
 Segretaria di Paolo Pasquali.
- Dr.ssa Laura Barbieri (stagione 10), interpretata da Katia Beni.
 Pediatra a cui Beppe e Tizi chiedono continuamente consigli per la piccola Marina. Sarà la vittima nell'episodio conclusivo della stagione.
- Dipendente comunale (stagione 10-11), interpretato da Francesco Motta.
- Cosimo Guazzelli (stagione 11-in corso), interpretato da Marco Messeri.
 Padre di Tiziana.
- Carmine (stagione 11-in corso), interpretato da  Francesco Rossini.
 Pastore amico di Bettina e guida spirituale di Massimo.
- Chantal (stagione 12), interpretata da Francesca Orsini.
 Agente di Marchino e fidanzata di Pigi
- Pastore valdostano (stagione 12), interpretato da Stefano Saccotelli.
 Acquirente del gregge affidato a Massimo

Lo stesso regista, Roan Johnson, compare in alcuni cameo nei panni di un abitante della cittadina di Pineta. Nella seconda stagione è un amico di Marchino, nella terza è un cliente del bar, mentre dalla sesta stagione in poi apparirà in diversi episodi come Roby Falcucci, Avvocato.

## Produzione
Tutti gli episodi sono stati filmati a Marciana Marina, comune dell'Isola d'Elba, nonostante la cittadina di Pineta descritta da Marco Malvaldi sia situata sul litorale toscano tra i dintorni di Pisa o di Livorno. Il paese, trasformato in set cinematografico durante le riprese, ospita il BarLume di Massimo Viviani in piazza della Vittoria.
Nell'episodio Il telefono senza fili sono state girate alcune scene sul Monte Capanne e la relativa cabinovia, luogo del delitto, e presso il cantiere minerario dismesso di Vigneria, località di Rio Marina.
L'episodio Hasta Pronto Viviani è stato girato parzialmente in Argentina.
Nelle ultime stagioni, il cast ha effettuato diverse riprese tra Piombino e Follonica (luogo in cui è situato anche il "Resort Paradiso", stagione 10, e il palazzo comunale di Pineta, Pinacoteca Civica di Follonica).

## Colonna sonora
La canzone dei titoli di testa, Fidati di me, è interpretata da Simona Molinari. Nella quarta stagione viene introdotta quella dei titoli di coda, Il Viviani del BarLume, opera dei Gatti Mézzi.

## Riconoscimenti
- Nastri d'argento - Grandi Serie
  - 2023 – Candidatura alla miglior serie TV - Commedia[19]
- Italian Global Series Festival
  - 2025 – Candidatura alla miglior serie comedy[20]
  - 2025 – Candidatura alla miglior regia in una serie drama a Roan Johnson, Milena Cocozza
  - 2025 – Candidatura alla miglior sceneggiatura in una serie comedy a Roan Johnson, Ottavia Madeddu, Davide Lantieri, Carlotta Alessandra Massimi
  - 2025 – Candidatura alla miglior attrice protagonista in una serie comedy a Lucia Mascino
  - 2025 – Candidatura alla miglior attrice protagonista in una serie comedy a Enrica Guidi
  - 2025 – Candidatura al miglior attore protagonista in una serie comedy a Stefano Fresi